# Sanomahuset

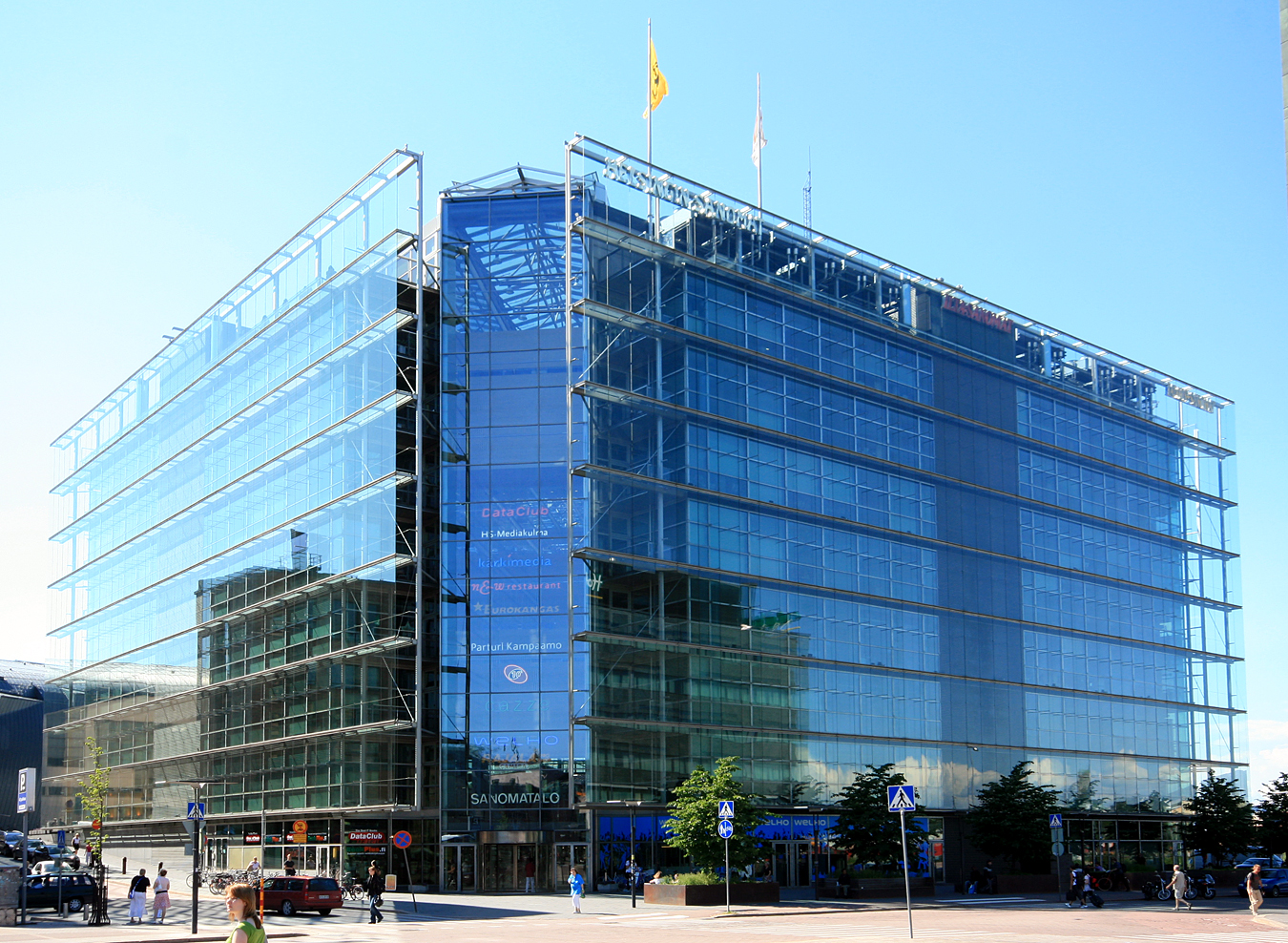
Sanomahuset från sydost.

Sanomahuset är ett affärs- och kontorshus i Helsingfors centrum i stadsdelen Gloet. Det är ritat av Jan Söderlund och Antti-Matti Siikala. Huset, som är SanomaWSOY-koncernens huvudkontor, byggdes 1996-1999 efter en arkitekttävling.